# August Haas (Politiker)
August Haas (* 21. Juli 1881 in Waldbröl; † 28. März 1945 in Hausen) war ein deutscher Gewerkschafter und sozialdemokratischer Politiker.
Haas war bis 1904 Schlossergehilfe. Im Jahr 1896 trat er dem Deutschen Metallarbeiterverband (DMV) und 1898 der SPD bei. Kurze Zeit später war er Vorstandsmitglied des freigewerkschaftlichen Gewerkschaftskartells, der örtlichen Filiale des Metallarbeiterverbandes und der SPD im Remscheid. Nach seinem Umzug nach Solingen wurde Haas auch dort Vorstandsmitglied des DMV und der SPD. In den Jahren 1907 und 1912 kandidierte er vergeblich für den Reichstag. Seit 1904 war er zunächst in Gevelsberg und seit 1907 in Köln hauptamtlicher Angestellter des Metallarbeiterverbandes. In Gevelsberg war er Vorsitzender des örtlichen Gewerkschaftskartells und denselben Posten hatte er zwischen 1914 und 1920 in Köln inne.
Von 1918 bis 1924 war Haas Mitglied der Stadtverordnetenversammlung in Köln. In der Novemberrevolution war er Mitglied des Aktionsausschusses des Arbeiter- und Soldatenrates in Köln. Im Dezember 1918 war er Delegierter des ersten Reichsrätekongresses. In den Jahren 1919 bis 1921 gehörte Haas der verfassungsgebenden preußischen Landesversammlung an. Danach war er bis 1933 Mitglied des preußischen Landtages. Außerdem war er von 1920 bis 1930 Mitglied des rheinischen Provinziallandtags und des Provinzialausschusses.
Hauptberuflich war Haas von 1920 bis 1930 Beigeordneter bei der Stadtverwaltung in Köln. Zwischen 1930 und 1932 amtierte er als kommissarischer Oberpräsident der Provinz Hessen-Nassau. Nach dem Preußenschlag wurde er in den einstweiligen Ruhestand versetzt.